# Olympiades (metropolitana di Parigi)
Olympiades è una stazione della linea 14 della metropolitana di Parigi.

## Caratteristiche
Nel 2007, la stazione Olympiades è divenuta il capolinea sud della linea 14. Essa venne aperta al pubblico il 26 giugno 2007, in occasione del prolungamento della linea 14 da Bibliothèque François Mitterrand. Da qui è possibile raggiungere il capolinea opposto della stazione Saint-Lazare, in appena 13 minuti.
La stazione mutua il suo nome dall'insieme di immobili situati nel cuore del XIII arrondissement, ad est della stazione Tolbiac sulla linea 7. La scelta del nome provocò delle tensioni fra la RATP, il Comune di Parigi ed il Comité national olympique et sportif français (proprietario del nome); un accordo raggiunto agli inizi del 2006 consentì di trovare un compromesso sull'utilizzazione di questo marchio depositato.

## Storia
La stazione Olympiades venne prevista in sede di progetto Meteor nel 1989 (sotto la denominazione «Tolbiac - Nationale») nel quadro di un collegamento fra le stazioni di Saint-Lazare e Maison-Blanche. Per motivi di finanziamento, la linea 14 aprì al pubblico nel 1998 soltanto fra le stazioni Madeleine e Bibliothèque François Mitterrand. In ogni caso le grandi opere strutturali vennero completate allo scopo di creare un ricovero per i treni nel luogo dell'attuale stazione.
Dopo il finanziamento, i lavori iniziarono nel maggio 2001 e durarono sei anni anche per la necessità di spostare il deposito dei treni oltre la stazione attuale.
Inizialmente prevista per il giugno 2006, l'inaugurazione della stazione ebbe luogo il 25 giugno 2007.
Il prolungamento della linea 14 oltre la stazione Olympiades è stato studiato, all'inizio verso la stazione Maison Blanche e forse verso uno dei rami della linea 7. In ogni caso, nel 2008, nessun progetto è ufficialmente previsto.

## Architettura
La stazione Olympiades riflette lo stesso stile delle altre della linea 14 sia per le decorazioni che per l'illuminazione. Essa è costruita su tre livelli: il primo per l'ingresso e la biglietteria, il secondo o mezzanino con vista sui binari ed il terzo livello per l'accesso ai treni. I livelli sono collegati da scale mobili e fisse.

## Interconnessioni
- Bus RATP - 62, 64, 83

## Galleria d'immagini

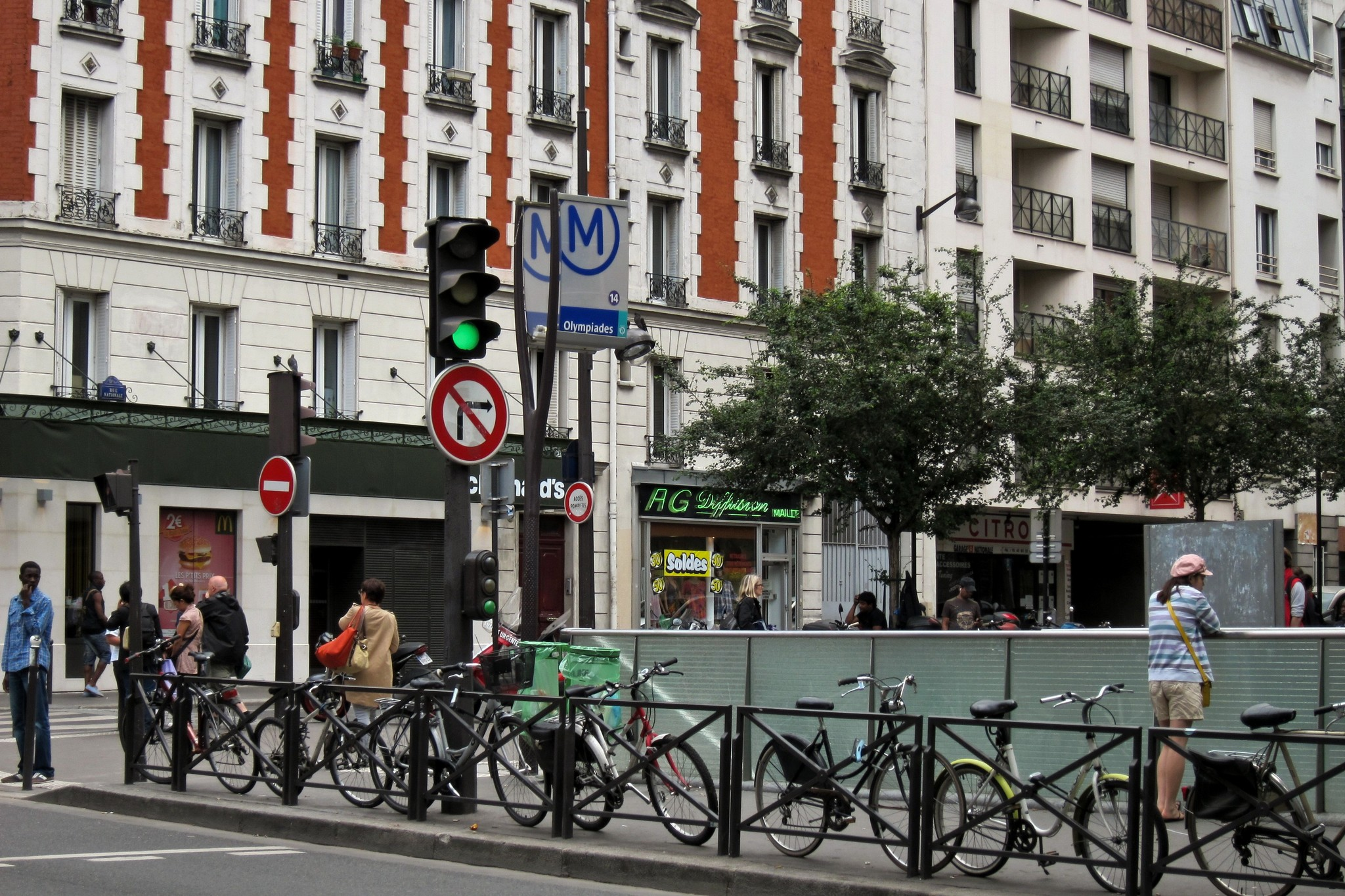
Ingresso
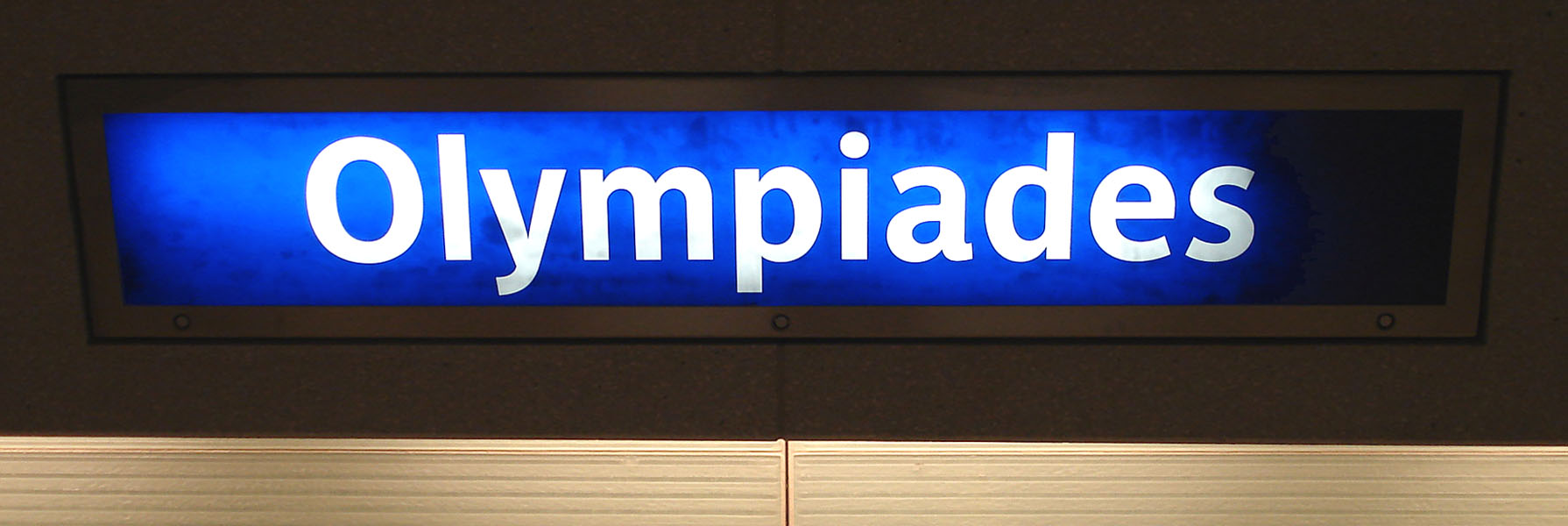
Cartello luminoso
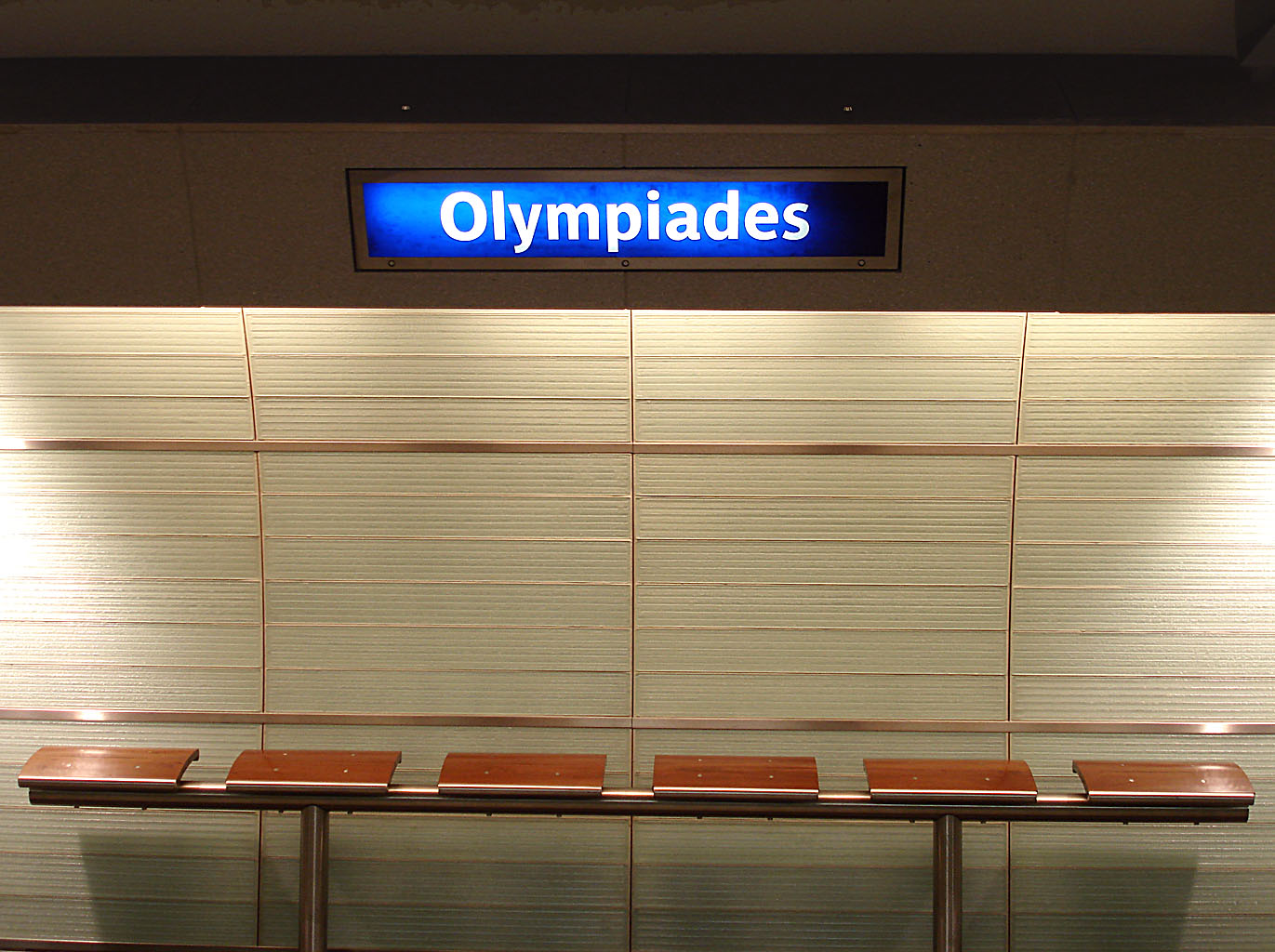
Sedili
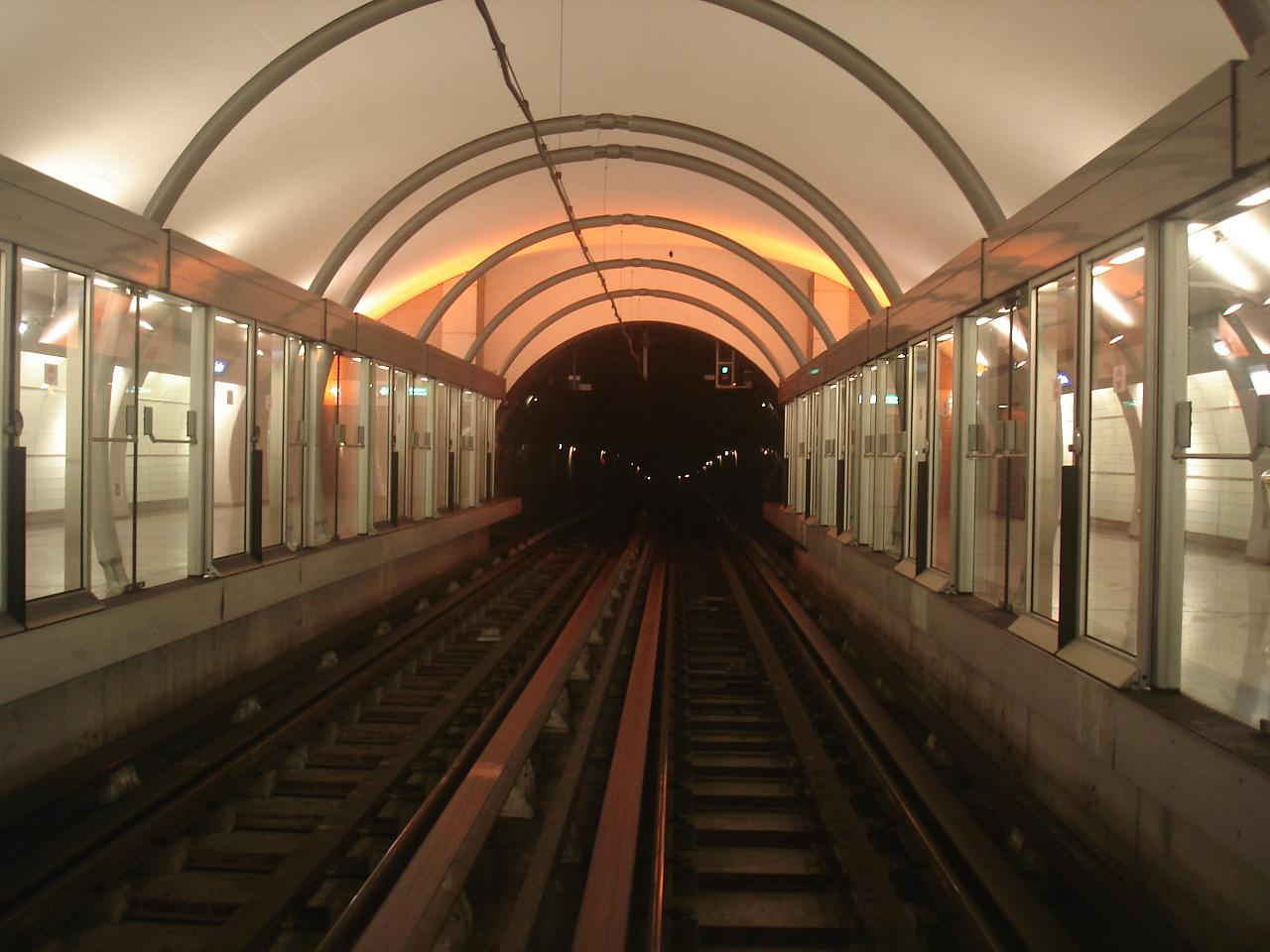
I binari